# Heinrich Dräger
Otto Heinrich Dräger (* 2. Juli 1898 in Lübeck; † 28. Juni 1986) war ein deutscher Fabrikant, Wirtschafts- und Sozialwissenschaftler. Von 1928 bis 1984 leitete er das von seinem Großvater gegründete Drägerwerk Heinrich & Bernhard Dräger in Lübeck.

## Leben und Werk
Seine Eltern waren der Fabrikant Bernhard Dräger und Elfriede Stange, sein Großvater der Firmengründer der Drägerwerke Johann Heinrich Dräger. Heinrich Dräger heiratete 1925 Ruth Maria Stubbe, 1938 Emma Cornehls und 1947 Lisa Jansen. Aus den drei Ehen stammen elf Kinder, darunter Christian Dräger.
Dräger widmete einige seiner Schriften Themen der Arbeitsbeschaffung, der Vermögenspolitik, der Erhaltung des ökologischen Gleichgewichts, der Entwicklungs- und Bevölkerungspolitik. 1932 veröffentlichte er eine Broschüre über Arbeitsbeschaffung, die maßgeblich von Gottfried Feder und Werner Daitz beeinflusst wurde. Dem Vorwort Drägers lässt sich entnehmen, dass diese Schrift bei den „bürgerlichen Mittelparteien“ auf „schroffe Ablehnung“ stieß und auch die Sozialdemokratie seiner Idee „durchaus feindlich“ gegenüberstand. Nachdem er Gottfried Feder und Werner Daitz kennenlernte und Einblick in das Wesen der nationalsozialistischen Bewegung bekommen hatte, wurde ihm klar, dass „der Ideenwelt dieser Leute die Gedanken seiner Arbeit entstammen“. „Nur aus dieser Ideenwelt und dem Machtwillen“ der NS-Bewegung heraus konnte seiner Ansicht nach seine Idee in die Tat umgesetzt werden. Nach einem ausführlichen und prägenden „Gedankenaustausch“ mit Feder und Daitz erschien das Werk schließlich als Band 41 in der Reihe Nationalsozialistische Bibliothek. Dräger betonte ausdrücklich, dass „kein Nationalsozialist diese Arbeit schrieb“, sondern nur ein Deutscher Staatsbürger. Zudem schreibt er seiner Idee zu, dass sie dem Willen der „überwältigenden Mehrheit des Deutschen Volkes“ entspreche. Feder attestierte ihm „zweifelsfrei“, dass „seine ganze Geistesrichtung zu rein nationalsozialistischer Betrachtung der Wirtschaft [...] geführt hat.“
Während des Zweiten Weltkriegs stellten die Drägerwerke unter anderem die „Volksgasmaske“ her. In dieser Zeit waren etwa 1.200 der 7.000 Mitarbeiter bei Dräger Zwangsarbeiter. Darüber hinaus wurde im Jahr 1944 auf dem Betriebsgelände das KZ-Außenlager Hamburg-Wandsbek eingerichtet, in dem etwa 500 weibliche KZ-Häftlinge in der Produktion mitarbeiten mussten.
Aber Dräger schützte auch eine Reihe jüdischer Mitarbeiter und Freunde sowie den katholischen Philosophen Hans Blumenberg. Die spektakulärste Rettungsaktion betraf die Berliner Apothekerfamilie Silten.
Der promovierte Wirtschaftswissenschaftler Dräger wirkte auch als Mäzen. Er trug zur Erhaltung von Natur- und Kulturdenkmälern bei, förderte die Ausgrabungen der Lübecker Altstadt und andere archäologische Forschungen, Wiederaufbau- und Restaurierungsmaßnahmen in Lübeck, die Anlage eines Dräger-Freizeitparks und eines Wanderweges an der Wakenitz. 1974 gründete er die Dr.-Bernhard-Dräger-Stiftung zur Förderung der Volks- und Jugendbildung und die Elfriede-Dräger-Gedächtnisstiftung zur Bewahrung von Kulturgütern. Durch eine weitere Stiftung im Jahre 1975 konnte die Stadt Lübeck das Museum Drägerhaus als Erweiterungsgebäude des Museums Behnhaus einrichten.
1982 ernannte die Lübecker Bürgerschaft Heinrich Dräger zum Ehrenbürger.

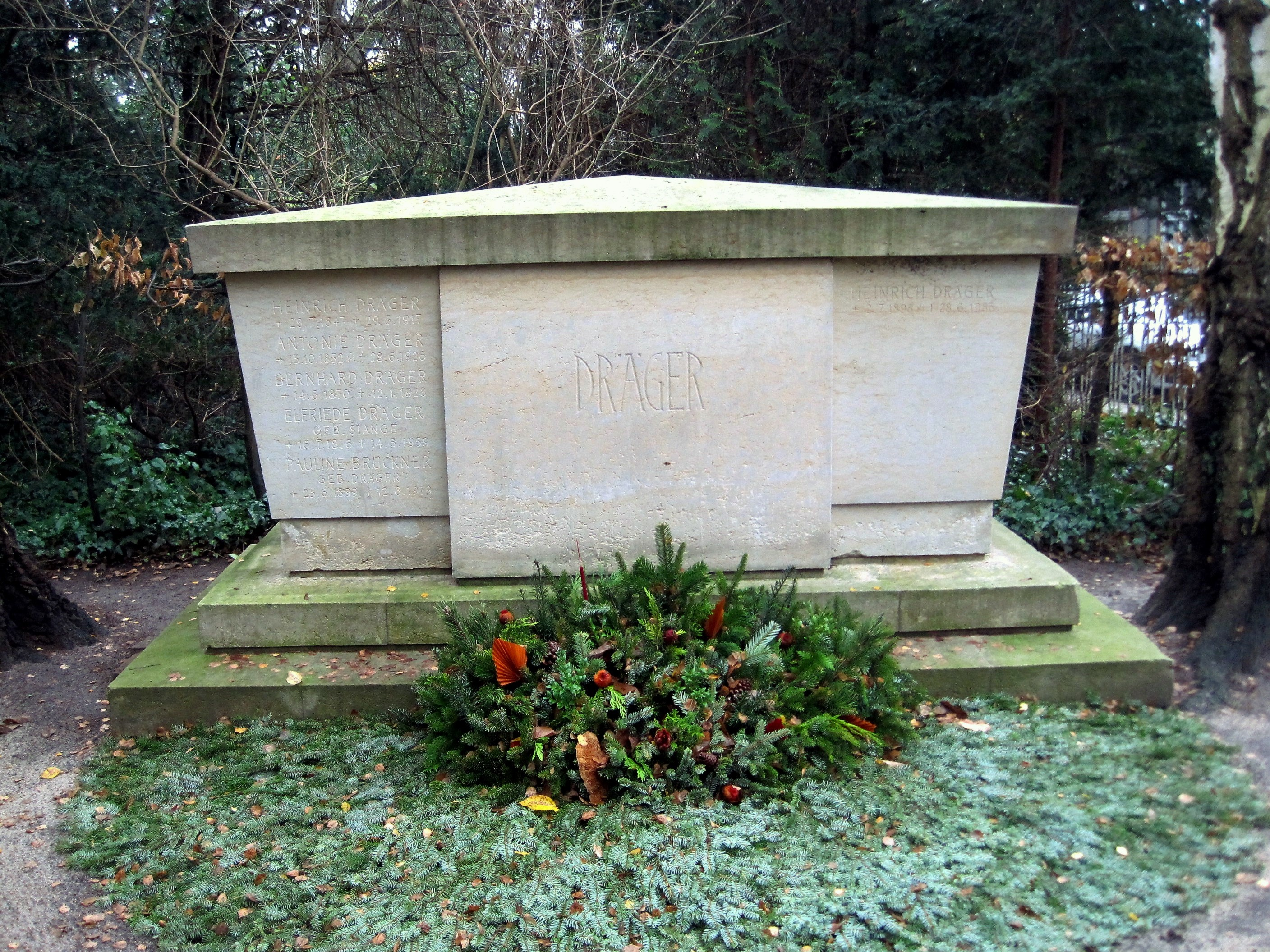
Grab der Familie Dräger auf dem Burgtorfriedhof

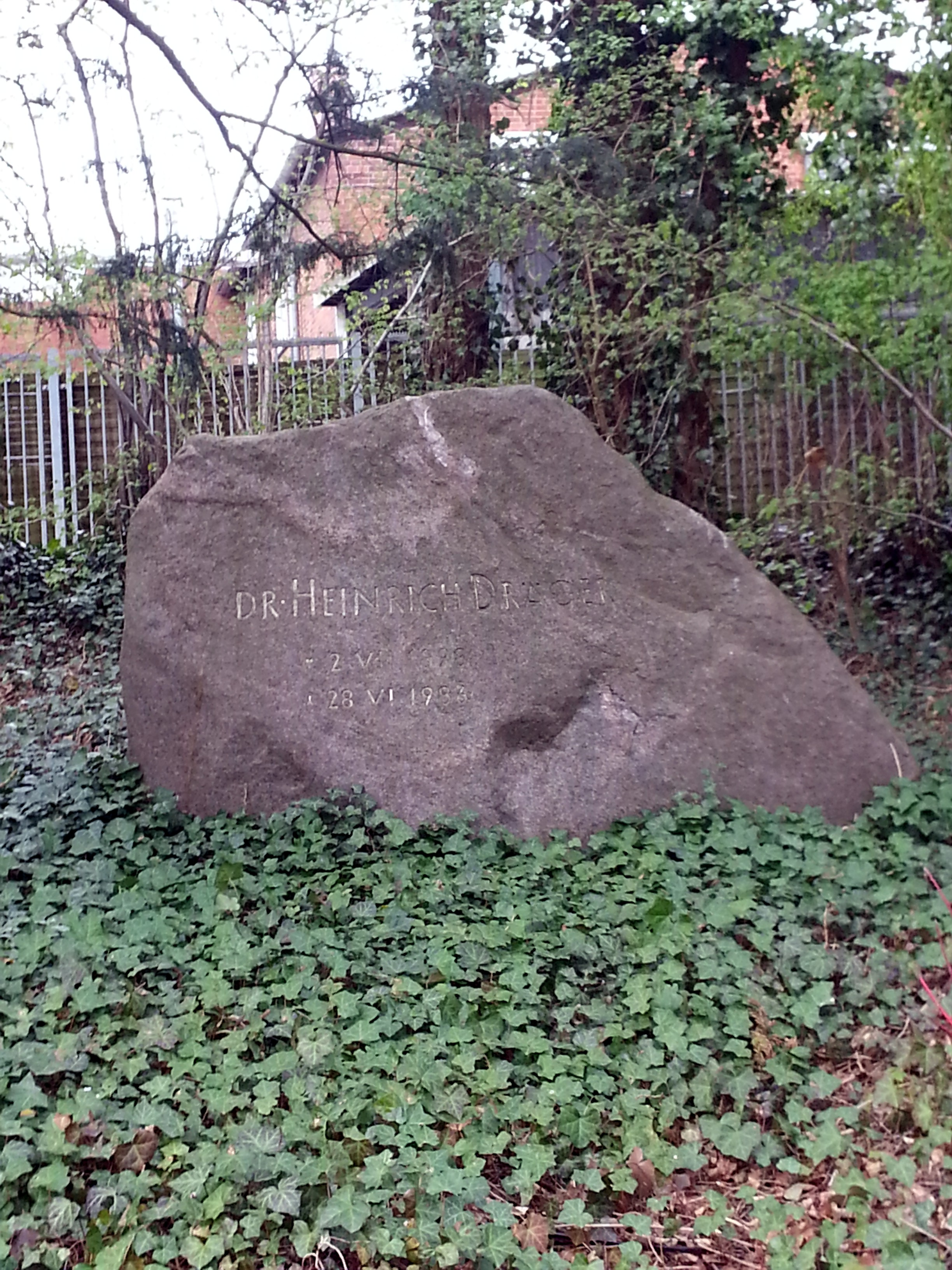
Gedenkstein für Heinrich Dräger auf dem Werksgelände am Dräger Forum

## Auszeichnungen
- Ehrenmitgliedschaft der Geographischen Gesellschaft zu Lübeck (1957)
- Großes Bundesverdienstkreuz des Verdienstordens der Bundesrepublik Deutschland (1958)
- 1967 Goldene Denkmünze der Gesellschaft zur Beförderung gemeinnütziger Tätigkeit (1967)
- Ehrenmitgliedschaft des „Vereins für Lübeckische Geschichte und Altertumskunde“ (1971)
- Großes Verdienstkreuz mit Stern des Verdienstordens der Bundesrepublik Deutschland (1974)
- Ehrendoktor der Medizinischen Hochschule zu Lübeck (1978)
- Ehrenmitgliedschaft der Deutschen Thomas-Mann-Gesellschaft (1978)
- Deutscher Preis für Denkmalschutz (1982)
- Ehrenbürger der Stadt Lübeck (1982)

## Schriften
- Die Instleute oder Insten in Schleswig-Holstein. Ihre Geschichte, ihre Bedeutung für den Großbetrieb und ihre Entlohnung. Diss. Landwirtschaftliche Hochschule Berlin. Langensalza 1927
- Arbeitsbeschaffung durch produktive Kreditschöpfung. Ein Beitrag zur Frage der Wirtschaftsbelebung durch das sog. „Federgeld“[6]. Franz-Eher-Verlag, München 1932. Reihe: Nationalsozialistische Bibliothek, 41. Hrsg. Gottfried Feder
  - Neufassung[7]: Arbeitsbeschaffung durch produktive Kreditschöpfung, mit Stellungnahmen von Heinrich Brüning [u. a.] und mit einem Geleitwort von Ernst Wagemann. In Zusammenarbeit mit der Studiengesellschaft für Geld- und Kreditwirtschaft[8]. Econ, Düsseldorf 1954
- Die Illusion unserer Produktivität. Ein Diskussionsbuch mit statistischen Unterlagen und Sachverständigengutachten über die Zusammenhänge zwischen Produktivität, Lohn, Sozial-Rente und Preis. Hrsg. in Verbindung mit der Studiengesellschaft für Geld- und Kreditwirtschaft. Econ, Düsseldorf 1961
- Das große Ziel: soziale Gerechtigkeit durch gesteuerte Marktwirtschaft. Stuttgart 1976
- Zu wenig Arbeit für zu viele Menschen. Lösungsmöglichkeiten zum Beschäftigungsproblem. Bonn Aktuell, Stuttgart 1984 ISBN 3-87959-220-9 (Zukunft; Band 7)